# Безпілотний автомобіль
Безпілотний автомобіль (самокерівний автомобіль, самокерований автомобіль, автономний автомобіль, роботизований автомобіль) — це транспортний засіб, що здатен отримувати дані про своє середовище і здійснювати навігацію без участі людини, яка б ним керувала.
Автономний автомобіль здатен орієнтуватися, використовуючи різні прилади й методи, такі як радар, лідар, GPS, одометри та комп'ютерний зір. Сучасні системи керування здатні інтерпретувати інформацію з сенсорів аби визначити правильний напрямок руху, а також ідентифікувати перешкоди й відповідні покажчики. Автономні автомобілі мають системи керування, які здатні аналізувати сенсорні дані і розрізняти інші транспортні засоби на дорозі, що є дуже корисним при плануванні маршруту до бажаної точки призначення.
Деякі показові системи попередники автономних автомобілів з'являлися починаючи з 1920-х і 30-х років. Перші самодостатні (а таким чином, дійсно автономні) автомобілі з'явилися в 1980-их, у результаті проєктів Navlab і ALV в Університеті Карнегі-Меллон у 1984 році й проєкту «Eureka Prometheus Project» компанії Mercedes-Benz разом з Військовим університетом Мюнхена у 1987. Після того, декілька великих компаній і дослідницьких організацій створили робочі прототипи автономних транспортних засобів.

## В Україні
Перший «розумний» український автомобіль спеціального призначення створено на базі армійського броньованого автомобіля КрАЗ Спартан. Проєкт реалізовано ПАТ «АвтоКрАЗ» і Запорізькою інжиніринговою компанією «Інфоком Лтд».
Автопілот Pilotdrive, встановлений на КрАЗі Спартан, оснащено комплексом спеціальних датчиків, що дозволяють автомобілю легко орієнтуватися в дорозі. У їх числі тепловізор із системою автоматичної цілевказівки й захоплення, відеокамера з охопленням 360˚, передній і задній радари для виявлення перешкод, далекомір, ємнісний датчик присутності людини в радіусі 18 метрів. Завдяки системі Pilotdrive, КрАЗ Спартан розпізнає ширину дороги, а також перешкоди, що знаходяться навколо нього. Система аналізу й ухвалення рішень дозволяє автомобілю миттєво реагувати на перешкоди.
Управління безпілотним КрАЗом Спартан може здійснюватися за допомогою планшета, «розумної» рукавички або операторської станції.